# Közelkörzet
A közelkörzet (angolul: approach, rövidítése: APP) az egyik légiirányítási forma. Mivel egy repülőtér légtere adott időpontban igen zsúfolt lehet, ezért a repülőteret és a környékét a légiirányítók között különböző zónákra osztják fel. Ilyenkor az egyik irányító csak a felszálló gépekkel foglalkozik, a többi pedig a leszállókkal.
A közelkörzet a repülőgép felszállásától a közelkörzeti légtér elhagyásáig, illetve a belépéstől a leszállásra való utolsó fordítóig (a küszöbtől számított körülbelül 6 mérföld) a közelkörzeti irányító felel a gépekért.
A közelkörzeti irányító adhat utasítást fordulásra, emelkedésre, süllyedésre és az utolsó előtti leszállási engedély (végső ráfordulás) kiadására. Általában 1000 és 10 000 láb között irányítja a gépeket: alatta az irányítótorony, felette pedig a távolkörzet a felelős. Ha van olyan reptér, ahol nincs torony általi irányítás, akkor ott a közelkörzet látja el az irányítási teendőket.

## Lásd még
- Légiirányítás
- Távolkörzet